# Carlisle Manufacturing Company
Carlisle Manufacturing Company war ein US-amerikanischer Hersteller von Automobilen.

## Unternehmensgeschichte
Herr Carlisle gründete 1899 das Unternehmen in Chicago in Illinois. Im Oktober 1899 kündigte er die Produktion von Automobilen an, die von 1899 bis 1900 lief. Der Markenname lautete Carlisle. Ende 1900 wurde das Unternehmen aufgelöst.

## Fahrzeuge
Die Fahrzeuge hatte einen Ottomotor. Viele Teile, so auch der Motor, wurden zugekauft.